# Sarátovski (Adiguesia)
Sarátovski (del ruso: Саратовский) es un jútor del raión de Krasnogvardéiskoye en la república de Adiguesia de Rusia. Está situado 15 km al este de Krasnogvardéiskoye y 61 km al noroeste de Maikop, la capital de la república. Tenía 474 habitantes en 2010
Pertenece al municipio de Yélenovskoye.

## Historia
Fue fundado en 1879 por colonos de la gubernia de Sarátov del Imperio ruso. De 1924 a 1965 fue centro administrativo de su propio municipio.